# 大苏河乡
大苏河乡，是中华人民共和国辽宁省抚顺市清原满族自治县下辖的一个乡镇级行政单位。

## 行政区划
大苏河乡下辖以下地区：
杨家店村、大钓鱼台村、大苏河村、小苏河村、南天门村、三十道河村、和庆村、长沙屯村、平岭后村和大堡村。